# Symphyodon imbricatifolius
Symphyodon imbricatifolius là một loài rêu trong họ Daltoniaceae. Loài này được Mitt. S.P. Churchill mô tả khoa học đầu tiên năm 1994.